# OFC Futsal Champions League 2019
L'OFC Futsal Champions League 2019 è la 1ª edizione del torneo continentale riservato ai club di calcio a 5 vincitori nella precedente stagione del massimo campionato delle federazioni affiliate alla OFC. La competizione si è giocata dal 5 all'8 dicembre 2019.

## Squadre partecipanti
Tutte le nazioni che partecipano schierano una sola squadra, per un totale di 6 squadre.

### Lista
I club sono stati ordinati in base al ranking della nazionale.

| Rank | Squadra       |
| ---- | ------------- |
| 1    | Kooline       |
| 2/H  | AFF           |
| 3    | Suva          |
| 4    | PTT Noumea    |
| 5    | Pirae         |
| 6    | D’York Street |

Note
- (TH) – Squadra campione in carica
- (H) – Squadra ospitante

### Formula
Le 6 squadre si affrontano in un girone unico. Le prime due si affrontano nella finale, le successive due per il 3º posto e le ultime per il 5º posto.

## Fase a gironi
| Squadra       | P.ti | G | V | N | P | GF | GS | DR  |
| ------------- | ---- | - | - | - | - | -- | -- | --- |
| Kooline       | 13   | 5 | 4 | 1 | 0 | 28 | 8  | +20 |
| PTT Noumea    | 11   | 5 | 3 | 2 | 0 | 21 | 13 | +8  |
| AFF           | 8    | 5 | 2 | 2 | 1 | 25 | 11 | +14 |
| Pirae         | 7    | 5 | 2 | 1 | 2 | 22 | 15 | +7  |
| D’York Street | 3    | 5 | 1 | 0 | 4 | 7  | 23 | -16 |
| Suva          | 0    | 5 | 0 | 0 | 5 | 4  | 37 | -33 |

| Auckland 5 dicembre 2019, ore 16:00 | Pirae | 1 – 4 (0-2) referto | Kooline | Barfoot & Thompson Stadium |

| Auckland 5 dicembre 2019, ore 18:00 | Suva | 1 – 3 (0-1) referto | D’York Street | Barfoot & Thompson Stadium |

| Auckland 5 dicembre 2019, ore 20:00 | AFF | 3 – 3 (2-1) referto | PTT Noumea | Barfoot & Thompson Stadium |

| Auckland 6 dicembre 2019, ore 10:00 | Pirae | 5 – 6 (3-3) referto | PTT Noumea | Barfoot & Thompson Stadium |

| Auckland 6 dicembre 2019, ore 12:00 | D’York Street | 1 – 6 (0-3) referto | AFF | Barfoot & Thompson Stadium |

| Auckland 6 dicembre 2019, ore 14:00 | Suva | 1 – 10 (1-4) referto | Kooline | Barfoot & Thompson Stadium |

| Auckland 6 dicembre 2019, ore 16:00 | PTT Noumea | 4 – 1 (1-0) referto | D’York Street | Barfoot & Thompson Stadium |

| Auckland 6 dicembre 2019, ore 18:00 | Pirae | 8 – 1 (3-0) referto | Suva | Barfoot & Thompson Stadium |

| Auckland 6 dicembre 2019, ore 20:00 | AFF | 1 – 3 (0-2) referto | Kooline | Barfoot & Thompson Stadium |

| Auckland 7 dicembre 2019, ore 10:00 | Kooline | 4 – 4 (2-2) referto | PTT Noumea | Barfoot & Thompson Stadium |

| Auckland 7 dicembre 2019, ore 12:00 | Suva | 1 – 12 (0-6) referto | AFF | Barfoot & Thompson Stadium |

| Auckland 7 dicembre 2019, ore 14:00 | D’York Street | 1 – 5 (1-3) referto | Pirae | Barfoot & Thompson Stadium |

| Auckland 7 dicembre 2019, ore 16:00 | PTT Noumea | 4 – 0 (3-0) referto | Suva | Barfoot & Thompson Stadium |

| Auckland 7 dicembre 2019, ore 18:00 | D’York Street | 1 – 7 (0-5) referto | Kooline | Barfoot & Thompson Stadium |

| Auckland 7 dicembre 2019, ore 20:00 | Pirae | 3 – 3 (1-2) referto | AFF | Barfoot & Thompson Stadium |

## Fase a eliminazione diretta

### Tabellone
|  | Finale     |   |
|  |            |   |
|  | Kooline    | 7 |
|  | Kooline    | 7 |
|  | PTT Noumea | 5 |
|  | PTT Noumea | 5 |

|  | Finale 3º posto |   |
|  |                 |   |
|  | AFF             | 7 |
|  | AFF             | 7 |
|  | Pirae           | 0 |
|  | Pirae           | 0 |

|  | Finale 5º posto |       |
|  |                 |       |
|  | D’York Street   | 3 (1) |
|  | D’York Street   | 3 (1) |
|  | Suva (dcr)      | 3 (3) |
|  | Suva (dcr)      | 3 (3) |

### Finale 5º posto
| Auckland 8 dicembre 2019, ore 10:00          | D’York Street        | 3 – 3 (1-2) referto | Suva | Barfoot & Thompson Stadium |
| \| \| \| \| \| \| Tiri di rigore 1 – 3 \| \| |                      |                     |      |                            |
|                                              |                      |                     |      |                            |
|                                              | Tiri di rigore 1 – 3 |                     |      |                            |

### Finale 3º posto
| Auckland 8 dicembre 2019, ore 12:00 | AFF | 7 – 0 (3-0) referto | Pirae | Barfoot & Thompson Stadium |

### Finale
| Auckland 8 dicembre 2019, ore 14:30 | Kooline | 7 – 5 (4-1) referto | PTT Noumea | Barfoot & Thompson Stadium |